# Ernst Cassirer
Ernst Cassirer (n. 28 mai 1874, Breslau, Reich-ul German – d. 13 aprilie 1945, New York City, New York, SUA) a fost un filozof german neokantian.
S-a născut la Breslau, in Germania (astăzi Wroclaw, Polonia), într-o familie de evrei înstăriți.
A început prin a studia dreptul la Universitatea din Berlin (1892), dar s-a reorientat către literatură și filosofie, urmând și cursuri de istorie, filologie și științe la universitățile din Leipzig, Heidelberg și München.
După 1896 a fost unul din studenții lui Herman Cohen la Universitatea din Marburg, la „școala neokantiană“ al cărei exponent de seamă a devenit mai târziu. În 1899 a obținut doctoratul, iar în 1906 un post de Privatdozent la Berlin.
Reputația lui a crescut constant: în 1914 a primit Medalia „Kuno Fischer“ a Academiei din Heidelberg pentru lucrarea Das Erkenntnisproblem. După război a ocupat un post de profesor titular la proaspăt înființata Universitate din Hamburg.
Anii de profesorat la Hamburg au marcat trecerea lui Cassirer de la marile teorii ale filozofiei (concretizate in monumentala Das Erkenntnisproblem in der Philosophie und Wissenschaft der neueren Zeit, 3 vol., 1906–1920 si Substanzbegriff und Funktionsbegriff, 1910) la limbă, mituri, artă și cultură.
Opera lui principală în această direcție, Philosophie der symbolischen Formen, a fost publicată în trei volume: Die Sprache (Zur Phänomenologie der sprachlichen Form) în 1923, Das mythische Denken in 1925 si Phänomenologie der Erkenntnis în 1929.
În Filosofia formelor simbolice Cassirer a aplicat principiile gândirii kantiene în direcția elaborării unei teorii a culturii prin care afirma ca limba, miturile, religia, arta, știința sunt forme simbolice, de unde și conceptul de om ca "animal simbolic".
În ciuda climatului politic nefavorabil, Cassirer a fost ales rector al Universității din Hamburg în 1929 – primul evreu promovat în această funcție într-o universitate germană.
După venirea naziștilor la putere, a plecat in Anglia, unde a predat doi ani la Oxford, apoi a acceptat un post la Universitatea din Göteborg (Suedia). În 1935 a primit cetățenia suedeză. După ocuparea Franței se va stabili în SUA, unde a petrecut un an la Yale ca visiting professor, apoi a ținut cursuri la Columbia University și la University of California din Los Angeles. S-a stins din viata în aprilie 1945.